# Talk Shows on Mute
«Talk Shows on Mute» es una canción de la banda estadounidense de rock alternativo Incubus. Fue lanzado como segundo sencillo del álbum A Crow Left of the Murder... (2004), y se posicionó en el #3 de los Billboard Modern Rock Tracks.
La canción tiene una melodía suave y despojada de sonido, con letras que contienen referencias hacia la novela de George Orwell 1984 y la novela de Philip K. Dick ¿Sueñan los androides con ovejas eléctricas?. El vocalista Brandon Boyd dijo que la inspiración para la canción la tuvo mientras veía un talk show en un avión.
El video musical de la canción fue dirigido por Floria Sigismondi, quien también dirigió el vídeo del anterior sencilllo «Megalomaniac». El video alude a otra novela de George Orwell, Rebelión en la granja. Representa un mundo en el que los animales han tomado el mando, y los miembros de Incubus se presentan en un talk show.
- Datos: Q2329936